# Omodos
Omodos (griechisch Όμοδος) ist eine Gemeinde im Bezirk Limassol in der Republik Zypern. Bei der Volkszählung im Jahr 2021 hatte sie 339 Einwohner.

## Geografie und Einwohner

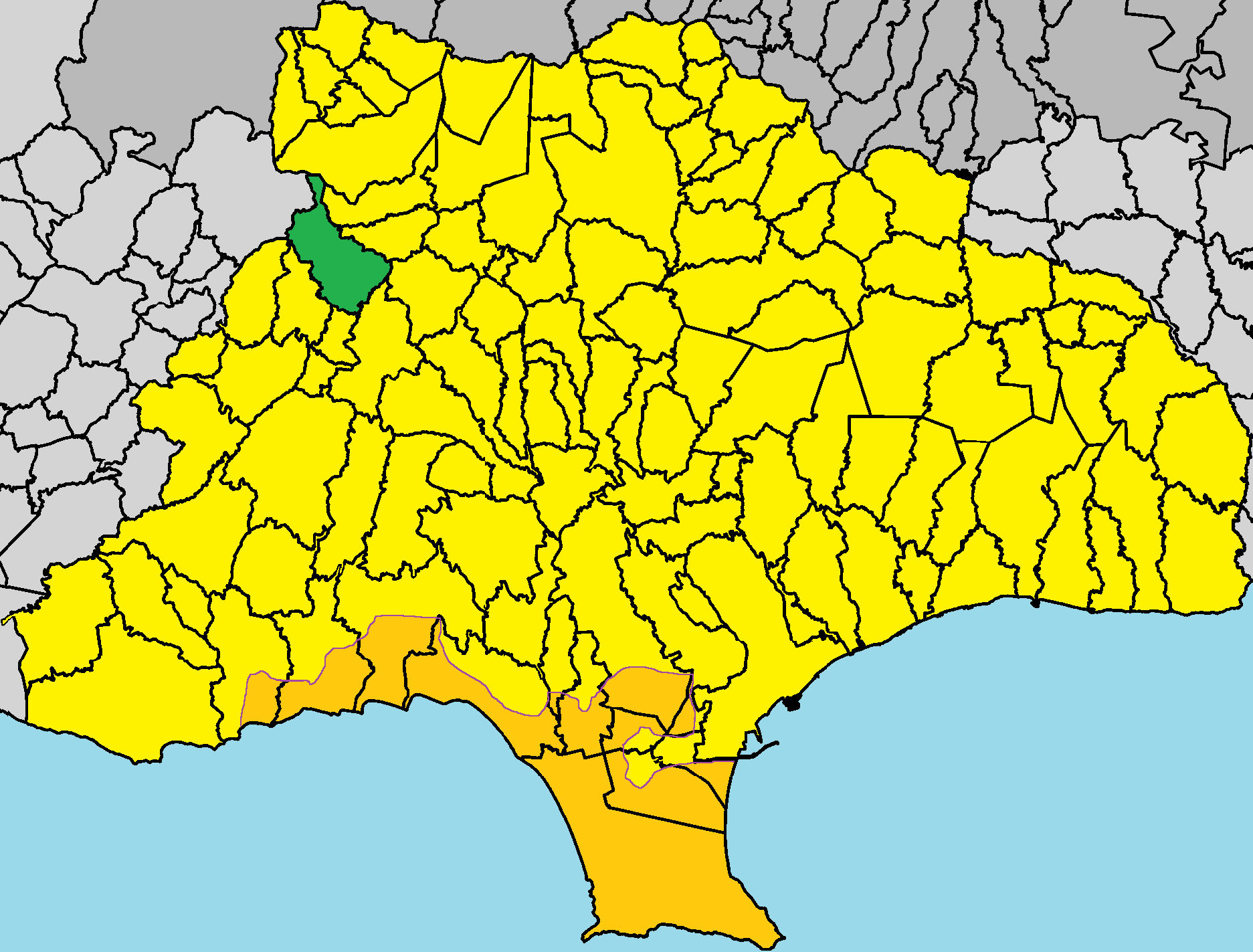
Lage im Bezirk Limassol

Omodos liegt etwa 42 km nordwestlich der Hafenstadt Limassol am Südhang des Troodos-Gebirges auf 810 m Seehöhe und verfügt über eine jährliche Niederschlagsmenge von 760 mm. Die Lebensgrundlage der Einwohner bildet mehrheitlich der Anbau von Wein, Äpfeln, Birnen, Pflaumen, Pfirsichen und Aprikosen. Besonders für seinen Weinanbau ist Omodos berühmt. In internationalen Touristenführern wird Omodos als „das“ Weindorf Zyperns bezeichnet. Dementsprechend wird der Ort von vielen Touristen frequentiert und bietet eine alternative Einkommensquelle für seine Bewohner. Restaurants und Souvenierläden in der Ortsmitte zeugen von dieser Entwicklung.

## Geschichte
Das heutige Omodos wurde in der Byzantinischen Epoche gegründet. Für die Deutung des Ortsnamens existieren mehrere Versionen: Nach der angenehmsten soll Omodos nach dem griechischen Wort „modos“, zu Deutsch „nimm und lass dir Zeit“, benannt sein. Wahrscheinlicher ist jedoch die Benennung nach dem in fränkischen Urkunden erwähnten Feudalherrn Homodeus, der hier in der Region lebte.

## Heiligkreuz Klosterkirche

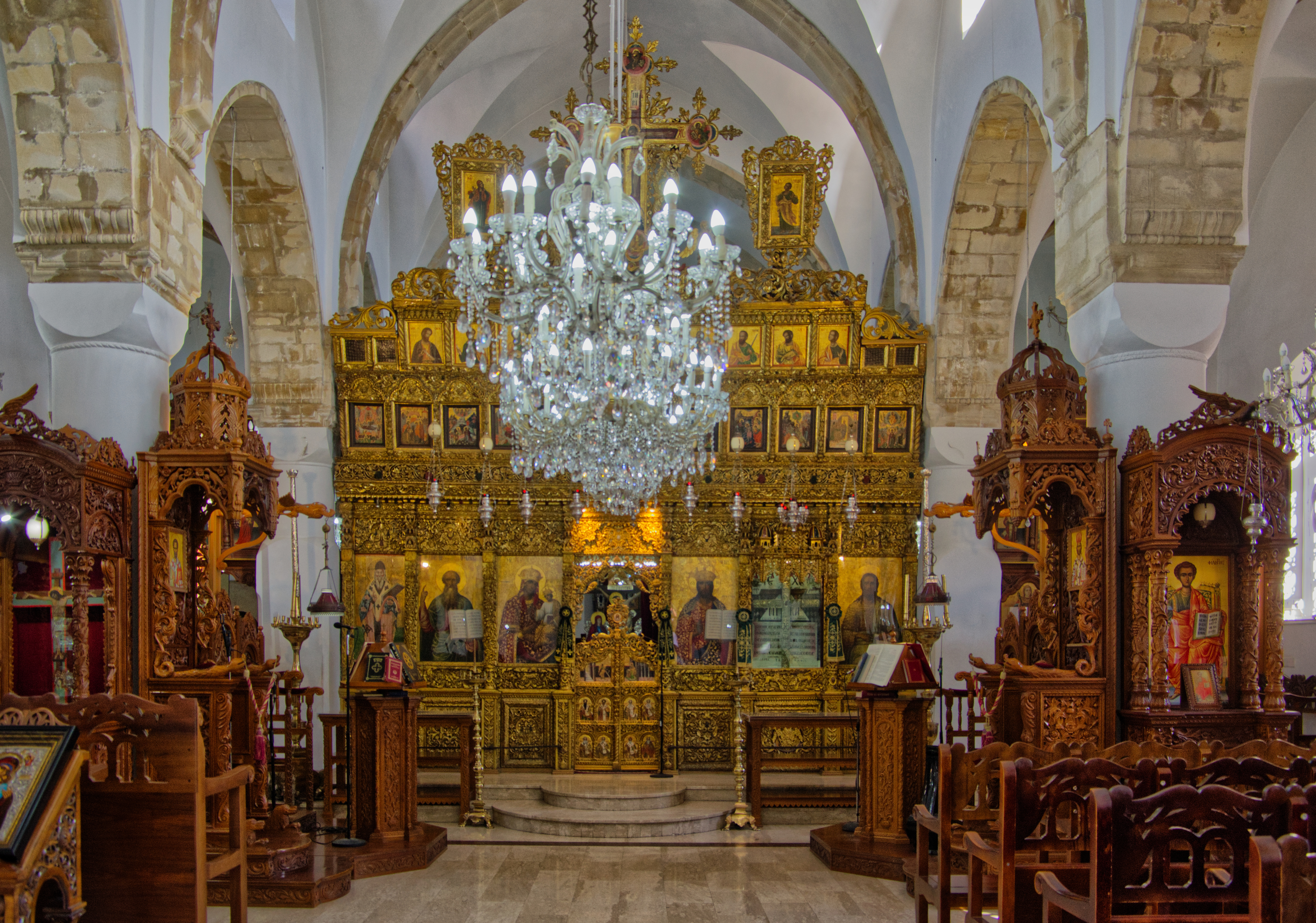
Innenraum der Heiligkreuzkirche mit Ikonostase

In der Ortsmitte befindet sich die im 19. Jahrhundert neu erbaute Klosterkirche Timiou Stavrou (Deutsch: „Heiligkreuz“). Ihre Gründung geht bis in das 4. Jahrhundert zurück. Den Innenraum dominiert eine prächtige vergoldete Ikonostase aus dem 18. Jahrhundert. In der Kirche werden der Überlieferung nach ein Splitter vom Kreuz Jesu und eine Schädelreliquie des Apostels Philippus aufbewahrt. Im Kloster befinden sich mehrere Museen: das Museum Byzantinischer Kunst, das Museum für Volkskunst und eine Ausstellung, die den Freiheitskampf der Zyprioten gegen die Briten nach dem Zweiten Weltkrieg bis zur Unabhängigkeit 1960 dokumentiert.

## Kultur und Sehenswürdigkeiten

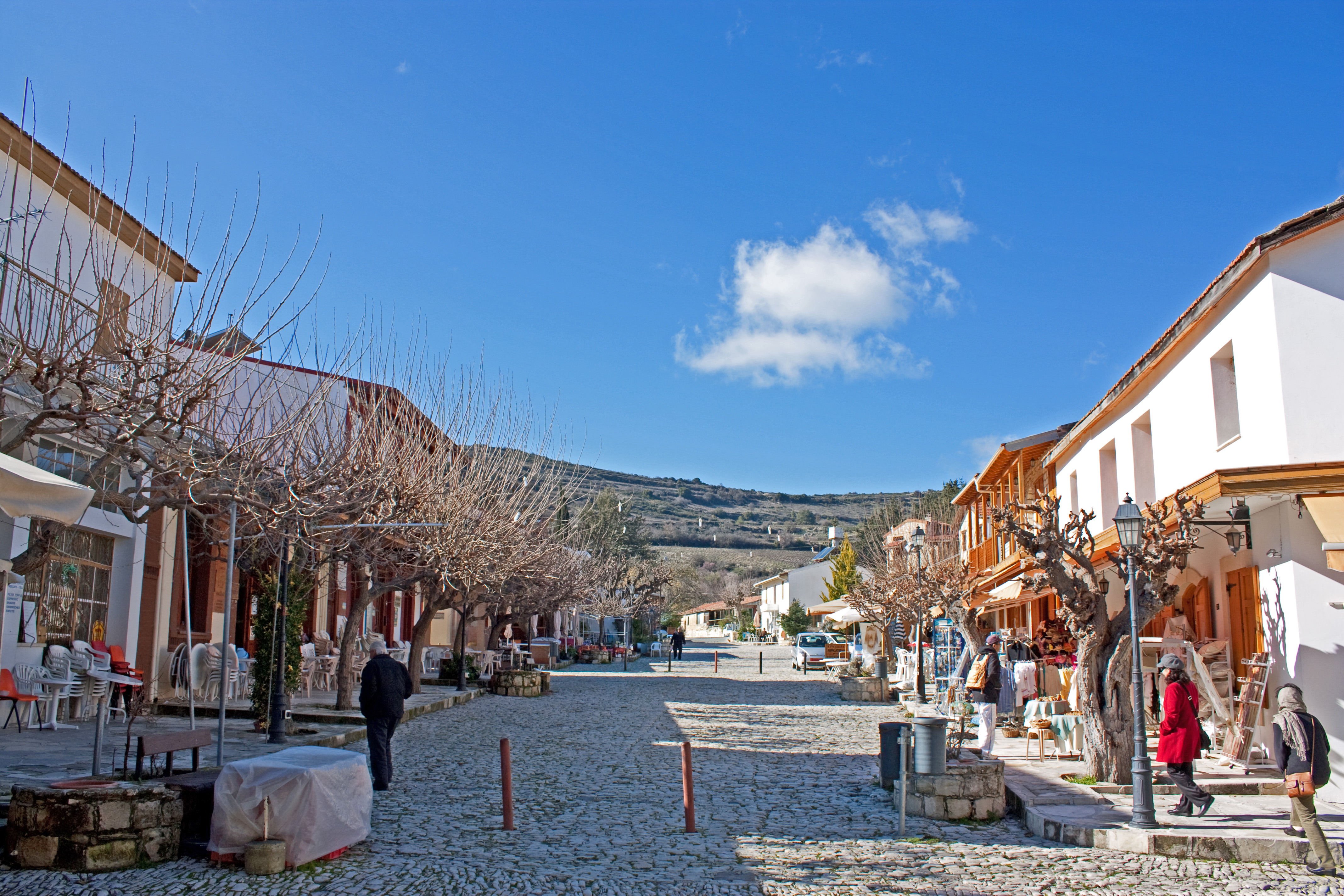
Ortsmittelpunkt („Platia“) von Omodos

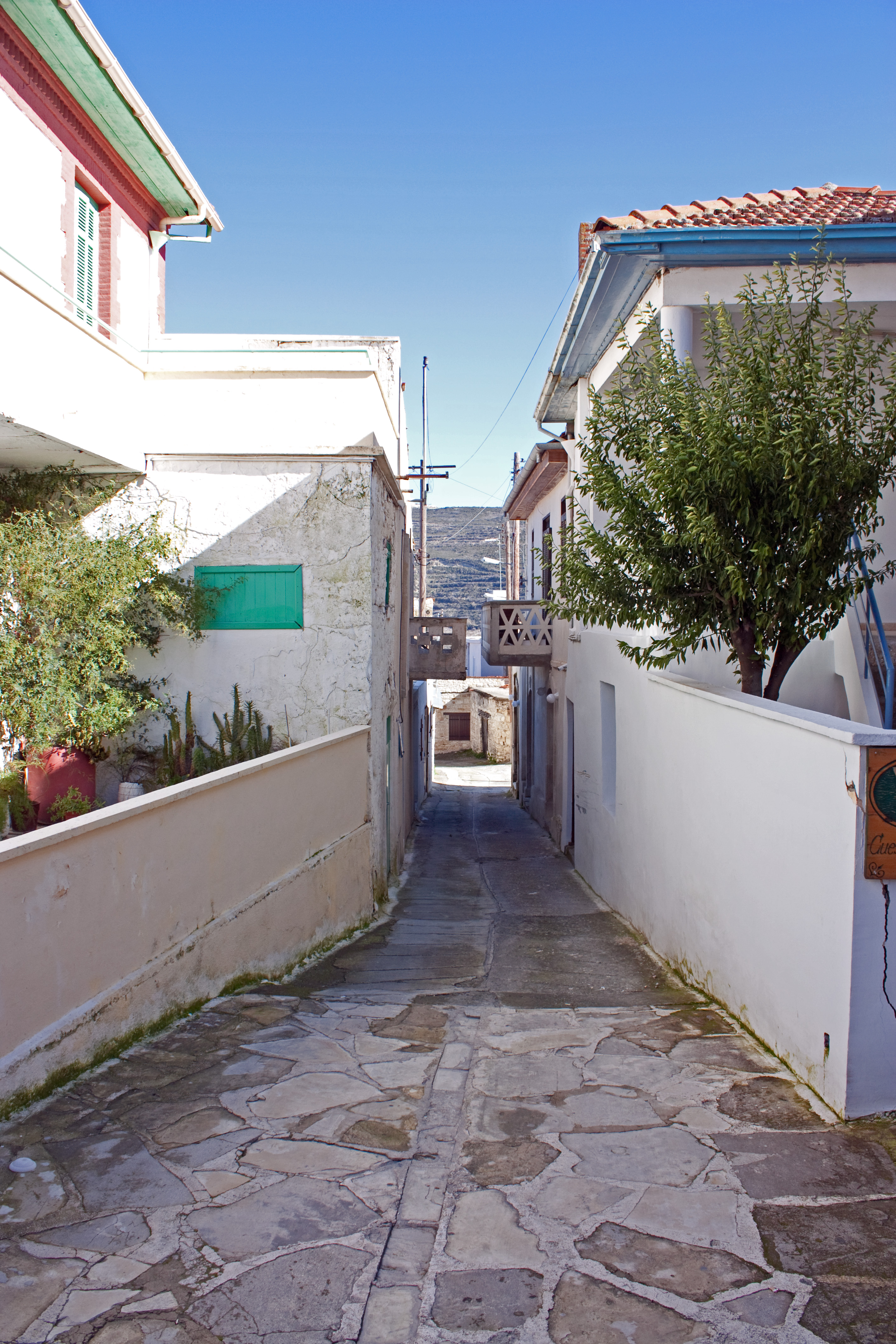
Typische Gassen in Omodos

- Sokrates-Haus und Nikos-Haus: Diese zwei Weinbauernhäuser können besichtigt werden. Hier befinden sich Stickereien und altes Mobiliar. In einem Laden können selbstgebrannter Tresterschnaps „Zivania“ und Honig erworben werden.
- Linos-Haus: Hier können Weinbaugeräte und eine schwere Weinpresse besichtigt werden.
- Jedes Jahr wird im August in Omodos ein großes Weinfest gefeiert.

## Söhne und Töchter
- John Modinos (1927–2011), zypriotischer Bariton
- Polys Modinos (1899–1988), Kanzler des Europäischen Gerichtshofs für Menschenrechte